# 2017-es gatineaui műugró-Grand Prix-verseny
A Nemzetközi Úszószövetség (FINA) 2017-ben a 23. alkalommal rendezte meg április 6. és április 9. között a műugró-Grand Prix-versenysorozatot, melynek második állomása a kanadai Gatineau volt, egy időben a Kanadai Úszószövetség által szervezett Kanada Kupával.

## Eredmények

### Éremtáblázat
| #        | nemzet             | arany | ezüst | bronz | összesen |
| 1        | Kína               | 6     | 1     | 0     | 7        |
| 2        | Japán              | 2     | 1     | 2     | 5        |
| 3        | Kanada             | 1     | 2     | 1     | 4        |
| 4        | Egyesült Királyság | 1     | 0     | 1     | 2        |
| 5        | Ausztrália         | 0     | 2     | 3     | 5        |
| 6        | Új-Zéland          | 0     | 1     | 1     | 2        |
| 7        | Franciaország      | 0     | 1     | 0     | 1        |
| 7        | Kolumbia           | 0     | 1     | 0     | 1        |
| 7        | Mexikó             | 0     | 1     | 0     | 1        |
| 10       | USA                | 0     | 0     | 2     | 2        |
| összesen | összesen           | 10    | 10    | 10    | 30       |

### Éremszerzők
| versenyszám          | arany                                                        | ezüst                                              | bronz                            |
| férfiak              |                                                              |                                                    |                                  |
| 3 m                  | Ho Csao (He Chao)                                            | Liam Stone                                         | Szakai Só                        |
| 3 m szinkron         | Ho Csao (He Chao) / Liu Cseng-ming (Liu Chengming)           | Sebastián Villa Castañeda / Daniel Restrepo García | Dashiell Enos / Henry Fusaro     |
| 10 m                 | Jang Csien (Yang Jian)                                       | Vincent Riendeau                                   | Matthew Dixon                    |
| 10 m szinkron        | Matthew Dixon / Noah Williams                                | Loïs Szymczak / Alexis Jandard                     | Jordan Windle / Ryan Hawkins     |
| nők                  |                                                              |                                                    |                                  |
| 3 m                  | Csia Tung-csin (Jia Dongjin)                                 | Anabelle Smith                                     | Pamela Ware                      |
| 3 m szinkron         | Csen Huj-ling (Chen Hui Ling) / Csia Tung-csin (Jia Dongjin) | Melissa Citrini-Beaulieu / Jennifer Abel           | Anabelle Smith / Georgia Sheehan |
| 10 m                 | Sasaki Nana                                                  | Csang Min-csie (Zhang Minjie)                      | Itahasi Minami                   |
| 10 m szinkron        | Liu Hszin (Liu Xin) / Csang Zsuj (Zhang Rui)                 | Arai Macuri / Sasaki Nana                          | Taneka Kovchenko / Melissa Wu    |
| vegyes csapatverseny |                                                              |                                                    |                                  |
| 3 m szinkron         | Jennifer Abel / François Imbeau-Dulac                        | Georgia Sheehan / Matthew Carter                   | Elizabeth Cui / Liam Stone       |
| 10 m szinkron        | Itahasi Minami / Murakami Kazuki                             | Gabriela Agundez Garcia / José Balleza Isaias      | Melissa Wu / Declan Stacey       |

## A versenyen részt vevő nemzetek
A Grand Prix-n 20 nemzet 103 sportolója – 59 férfi és 44 nő – vett részt, az alábbi megbontásban:
| Részt vevő nemzetek férfi / nő megbontásban | Részt vevő nemzetek férfi / nő megbontásban | Részt vevő nemzetek férfi / nő megbontásban | Részt vevő nemzetek férfi / nő megbontásban | Részt vevő nemzetek férfi / nő megbontásban | Részt vevő nemzetek férfi / nő megbontásban | Részt vevő nemzetek férfi / nő megbontásban | Részt vevő nemzetek férfi / nő megbontásban | Részt vevő nemzetek férfi / nő megbontásban | Részt vevő nemzetek férfi / nő megbontásban | Részt vevő nemzetek férfi / nő megbontásban | Részt vevő nemzetek férfi / nő megbontásban |
| ------------------------------------------- | ------------------------------------------- | ------------------------------------------- | ------------------------------------------- | ------------------------------------------- | ------------------------------------------- | ------------------------------------------- | ------------------------------------------- | ------------------------------------------- | ------------------------------------------- | ------------------------------------------- | ------------------------------------------- |
| nemzet                                      | F                                           | N                                           | nemzet                                      | F                                           | N                                           | nemzet                                      | F                                           | N                                           | nemzet                                      | F                                           | N                                           |
| Ausztrália                                  | 4                                           | 5                                           | Hollandia                                   | 1                                           | 3                                           | Kolumbia                                    | 5                                           | 0                                           | Németország                                 | 3                                           | 4                                           |
| Dominikai Köztársaság                       | 1                                           | 0                                           | Jamaica                                     | 1                                           | 0                                           | Kuba                                        | 0                                           | 1                                           | Svájc                                       | 2                                           | 0                                           |
| Egyesült Királyság                          | 4                                           | 4                                           | Japán                                       | 3                                           | 2                                           | Magyarország                                | 1                                           | 0                                           | Új-Zéland                                   | 2                                           | 2                                           |
| Finnország                                  | 1                                           | 0                                           | Kanada                                      | 7                                           | 10                                          | Malajzia                                    | 3                                           | 0                                           | Ukrajna                                     | 1                                           | 2                                           |
| Franciaország                               | 5                                           | 3                                           | Kína                                        | 5                                           | 5                                           | Mexikó                                      | 5                                           | 2                                           | USA                                         | 5                                           | 1                                           |

F = férfi, N = nő

## Versenyszámok

### Férfiak

#### 3 méteres műugrás
| #  | Ország                | Név                        | Selejtező | Selejtező | Középdöntő | Középdöntő | Középdöntő | Középdöntő | Döntő   | Döntő  |
| #  | Ország                | Név                        | Selejtező | Selejtező | A          | A          | B          | B          | Döntő   | Döntő  |
| #  | Ország                | Név                        | Rangsor   | Pontok    | Rangsor    | Pontok     | Rangsor    | Pontok     | Rangsor | Pontok |
| -- | --------------------- | -------------------------- | --------- | --------- | ---------- | ---------- | ---------- | ---------- | ------- | ------ |
|    | Kína                  | Ho Csao (He Chao)          | 1         | 484,65    |            |            | 1          | 441,95     | 1       | 502,65 |
|    | Új-Zéland             | Liam Stone                 | 4         | 419,65    | 2          | 400,05     |            |            | 2       | 457,40 |
|    | Japán                 | Szakai Só                  | 3         | 425,20    |            |            | 2          | 431,30     | 3       | 453,45 |
| 4  | Ukrajna               | Oleg Kologyij              | 9         | 394,50    |            |            | 3          | 422,45     | 4       | 442,00 |
| 5  | Kanada                | François Imbeau-Dulac      | 6         | 408,65    | 1          | 419,05     |            |            | 5       | 427,50 |
| 6  | Jamaica               | Yona Knight-Wisdom         | 10        | 382,85    | 3          | 398,10     |            |            | 6       | 398,50 |
|    |                       |                            |           |           |            |            |            |            |         |        |
| 7  | Franciaország         | Matthieu Rosset            | 5         | 411,90    |            |            | 4          | 404,00     |         |        |
| 8  | Mexikó                | Julián Sánchez             | 7         | 408,40    |            |            | 5          | 398,20     |         |        |
| 9  | Kolumbia              | Sebastián Villa Castañeda  | 12        | 369,00    | 4          | 388,00     |            |            |         |        |
| 10 | Egyesült Királyság    | Ross Haslam                | 8         | 408,00    | 5          | 371,35     |            |            |         |        |
| 11 | Malajzia              | Ahmad Amsyar bin Azman     | 11        | 370,95    |            |            | 6          | 362,60     |         |        |
| 12 | Kína                  | Csen Lin-haj (Chen Linhai) | 2         | 465,05    | 6          | 306,15     |            |            |         |        |
|    |                       |                            |           |           |            |            |            |            |         |        |
| 13 | Malajzia              | Ooi Tze Liang              | 13        | 363,15    |            |            |            |            |         |        |
| 14 | Egyesült Királyság    | Jack Haslam                | 14        | 359,45    |            |            |            |            |         |        |
| 15 | Ausztrália            | Matthew Carter             | 15        | 356,75    |            |            |            |            |         |        |
| 16 | Németország           | Lars Rüdiger               | 16        | 355,85    |            |            |            |            |         |        |
| 17 | Ausztrália            | Kevin Chávez               | 17        | 349,90    |            |            |            |            |         |        |
| 18 | Hollandia             | Joey van Etten             | 18        | 346,85    |            |            |            |            |         |        |
| 19 | Németország           | Oliver Homuth              | 19        | 334,90    |            |            |            |            |         |        |
| 20 | Kanada                | Philippe Gagné             | 20        | 333,90    |            |            |            |            |         |        |
| 21 | USA                   | Mark Anderson              | 21        | 327,15    |            |            |            |            |         |        |
| 22 | Kanada                | Peter Mai                  | 22        | 323,90    |            |            |            |            |         |        |
| 23 | Kanada                | Ryan Grover                | 23        | 322,80    |            |            |            |            |         |        |
| 24 | Mexikó                | Diego García de la Fuente  | 24        | 310,20    |            |            |            |            |         |        |
| 25 | Új-Zéland             | Anton Down-Jenkins         | 25        | 303,85    |            |            |            |            |         |        |
| 26 | Magyarország          | Somhegyi Krisztián         | 26        | 302,60    |            |            |            |            |         |        |
| 27 | Franciaország         | Gwendal Bisch              | 27        | 302,50    |            |            |            |            |         |        |
| 28 | Svájc                 | Fabian Stepinski           | 28        | 301,60    |            |            |            |            |         |        |
| 29 | Kolumbia              | Daniel Restrepo García     | 29        | 281,10    |            |            |            |            |         |        |
| 30 | Dominikai Köztársaság | Argenis Alvarez            | 30        | 275,25    |            |            |            |            |         |        |

#### 3 méteres szinkronugrás
| # | Ország             | Név                                                | Pontok |
| - | ------------------ | -------------------------------------------------- | ------ |
|   | Kína               | Ho Csao (He Chao) / Liu Cseng-ming (Liu Chengming) | 407,01 |
|   | Kolumbia           | Sebastián Villa Castañeda / Daniel Restrepo García | 380,22 |
|   | USA                | Dashiell Enos / Henry Fusaro                       | 371,25 |
| 4 | Egyesült Királyság | Jack Haslam / Ross Haslam                          | 367,38 |
| 5 | Franciaország      | Matthieu Rosset / Antoine Catel                    | 363,12 |
| 6 | Új-Zéland          | Liam Stone / Anton Down-Jenkins                    | 342,75 |
| 7 | Malajzia           | Chew Yiwei / Ooi Tze Liang                         | 337,89 |
| 8 | Németország        | Lars Rüdiger / Oliver Homuth                       | 333,60 |
| 9 | Svájc              | Fabian Stepinski / Jan Wermelinger                 | 299,37 |

#### 10 méteres toronyugrás
| #  | Ország             | Név                          | Selejtező | Selejtező | Középdöntő | Középdöntő | Középdöntő | Középdöntő | Döntő   | Döntő  |
| #  | Ország             | Név                          | Selejtező | Selejtező | A          | A          | B          | B          | Döntő   | Döntő  |
| #  | Ország             | Név                          | Rangsor   | Pontok    | Rangsor    | Pontok     | Rangsor    | Pontok     | Rangsor | Pontok |
| -- | ------------------ | ---------------------------- | --------- | --------- | ---------- | ---------- | ---------- | ---------- | ------- | ------ |
|    | Kína               | Jang Csien (Yang Jian)       | 1         | 507,95    |            |            | 1          | 531,30     | 1       | 550,60 |
|    | Kanada             | Vincent Riendeau             | 6         | 394,55    | 3          | 408,20     |            |            | 2       | 457,25 |
|    | Egyesült Királyság | Matthew Dixon                | 2         | 439,50    | 1          | 429,90     |            |            | 3       | 446,25 |
| 4  | Kína               | Hszü Cö-vej (Xu Zewei)       | 3         | 413,70    |            |            | 3          | 388,00     | 4       | 444,55 |
| 5  | Ausztrália         | Matthew Barnard              | 8         | 384,45    | 2          | 416,55     |            |            | 5       | 434,50 |
| 6  | Mexikó             | José Balleza Isaias          | 7         | 389,50    |            |            | 2          | 392,75     | 6       | 359,20 |
|    |                    |                              |           |           |            |            |            |            |         |        |
| 7  | Kolumbia           | Kevin Giovany García Álvarez | 12        | 363,20    | 4          | 374,25     |            |            |         |        |
| 8  | Egyesült Királyság | Noah Williams                | 5         | 396,95    |            |            | 4          | 366,00     |         |        |
| 9  | Japán              | Murakami Kazuki              | 9         | 377,00    |            |            | 5          | 358,00     |         |        |
| 10 | Kolumbia           | Alexis Jandard               | 10        | 374,40    | 5          | 352,80     |            |            |         |        |
| 11 | Kanada             | Alexandre Corriveau          | 4         | 399,30    | 6          | 344,00     |            |            |         |        |
| 12 | Kolumbia           | Víctor Ortega Serna          | 10        | 374,40    |            |            | 6          | 321,70     |         |        |
|    |                    |                              |           |           |            |            |            |            |         |        |
| 13 | Ausztrália         | Declan Stacey                | 13        | 362,05    |            |            |            |            |         |        |
| 14 | Kanada             | Ethan Pitman                 | 14        | 352,20    |            |            |            |            |         |        |
| 15 | Mexikó             | Randal Willars Valdez        | 15        | 345,20    |            |            |            |            |         |        |
| 16 | Franciaország      | Loïs Szymczak                | 16        | 342,65    |            |            |            |            |         |        |
| 17 | Németország        | Florian Fandler              | 17        | 339,05    |            |            |            |            |         |        |
| 18 | Magyarország       | Somhegyi Krisztián           | 18        | 316,25    |            |            |            |            |         |        |
| 19 | Svájc              | Jan Wermelinger              | 19        | 307,75    |            |            |            |            |         |        |
| 20 | Finnország         | Heikki Mäkikallo             | 20        | 282,05    |            |            |            |            |         |        |

#### 10 méteres szinkronugrás
| # | Ország             | Név                                        | Pontok |
| - | ------------------ | ------------------------------------------ | ------ |
|   | Egyesült Királyság | Matthew Dixon / Noah Williams              | 406,32 |
|   | Franciaország      | Loïs Szymczak / Alexis Jandard             | 348,84 |
|   | USA                | Jordan Windle / Ryan Hawkins               | 335,67 |
| 4 | Mexikó             | Randal Willars Valdez / Kevin Berlín Reyes | 326,01 |

### Nők

#### 3 méteres műugrás
| #  | Ország             | Név                           | Selejtező | Selejtező | Középdöntő | Középdöntő | Középdöntő | Középdöntő | Döntő   | Döntő  |
| #  | Ország             | Név                           | Selejtező | Selejtező | A          | A          | B          | B          | Döntő   | Döntő  |
| #  | Ország             | Név                           | Rangsor   | Pontok    | Rangsor    | Pontok     | Rangsor    | Pontok     | Rangsor | Pontok |
| -- | ------------------ | ----------------------------- | --------- | --------- | ---------- | ---------- | ---------- | ---------- | ------- | ------ |
|    | Kína               | Csia Tung-csin (Jia Dongjin)  | 2         | 318,65    | 1          | 326,10     |            |            | 1       | 361,05 |
|    | Ausztrália         | Anabelle Smith                | 5         | 288,00    |            |            | 2          | 303,75     | 2       | 317,35 |
|    | Kanada             | Pamela Ware                   | 3         | 310,95    |            |            | 1          | 329,10     | 3       | 311,90 |
| 4  | Egyesült Királyság | Millie Haffety                | 10        | 255,30    | 3          | 285,65     |            |            | 4       | 294,40 |
| 5  | Hollandia          | Inge Jansen                   | 7         | 274,85    | 2          | 307,95     |            |            | 5       | 293,10 |
| 6  | Új-Zéland          | Elizabeth Cui                 | 13        | 230,70    |            |            | 3          | 270,40     | 6       | 274,20 |
|    |                    |                               |           |           |            |            |            |            |         |        |
| 7  | Kína               | Csen Huj-ling (Chen Hui Ling) | 12        | 242,40    | 4          | 276,00     |            |            |         |        |
| 8  | Ausztrália         | Georgia Sheehan               | 4         | 298,70    | 5          | 274,20     |            |            |         |        |
| 9  | Hollandia          | Daphne Wils                   | 11        | 249,20    |            |            | 4          | 263,10     |         |        |
| 10 | Kanada             | Jennifer Abel                 | 1         | 342,60    |            |            | 5          | 247,95     |         |        |
| 11 | Egyesült Királyság | Millie Fowler                 | 9         | 257,00    |            |            | 6          | 239,00     |         |        |
| 12 | Mexikó             | Gabriela Agundez Garcia       | 14        | 223,80    | 6          | 255,30     |            |            |         |        |
|    |                    |                               |           |           |            |            |            |            |         |        |
| 13 | Kanada             | Eloise Belanger               | 6         | 277,95    |            |            |            |            |         |        |
| 14 | Kanada             | Mia Vallée                    | 8         | 270,20    |            |            |            |            |         |        |
| 15 | Németország        | Louisa Stawczynski            | 15        | 216,60    |            |            |            |            |         |        |
| 16 | Mexikó             | Aranza Vazquez Montaño        | 16        | 215,60    |            |            |            |            |         |        |
| 17 | Franciaország      | Clara Della Vedova            | 17        | 206,00    |            |            |            |            |         |        |
| 18 | Franciaország      | Laura Marino                  | 18        | 190,20    |            |            |            |            |         |        |
| 19 | Új-Zéland          | Yu Qian Goh                   | 19        | 181,20    |            |            |            |            |         |        |
| 20 | Németország        | Saskia Oettinghaus            | 20        | 165,70    |            |            |            |            |         |        |

#### 3 méteres szinkronugrás
| # | Ország             | Név                                                          | Pontok |
| - | ------------------ | ------------------------------------------------------------ | ------ |
|   | Kína               | Csen Huj-ling (Chen Hui Ling) / Csia Tung-csin (Jia Dongjin) | 302,70 |
|   | Kanada             | Melissa Citrini-Beaulieu / Jennifer Abel                     | 291,00 |
|   | Ausztrália         | Anabelle Smith / Georgia Sheehan                             | 279,00 |
| 4 | Kanada             | Mia Vallée / Olivia Chamandy                                 | 277,02 |
| 5 | Hollandia          | Inge Jansen / Celine van Duijn                               | 274,05 |
| 6 | Egyesült Királyság | Millie Haffety / Millie Fowler                               | 266,73 |
| 7 | Új-Zéland          | Yu Qian Goh / Elizabeth Cui                                  | 264,90 |
| 8 | Németország        | Saskia Oettinghaus / Louisa Stawczynski                      | 260,10 |
| 9 | Mexikó             | Aranza Vazquez Montaño / Gabriela Agundez Garcia             | 235,29 |

#### 10 méteres toronyugrás
| #  | Ország             | Név                           | Selejtező | Selejtező | Középdöntő | Középdöntő | Középdöntő | Középdöntő | Döntő   | Döntő  |
| #  | Ország             | Név                           | Selejtező | Selejtező | A          | A          | B          | B          | Döntő   | Döntő  |
| #  | Ország             | Név                           | Rangsor   | Pontok    | Rangsor    | Pontok     | Rangsor    | Pontok     | Rangsor | Pontok |
| -- | ------------------ | ----------------------------- | --------- | --------- | ---------- | ---------- | ---------- | ---------- | ------- | ------ |
|    | Japán              | Sasaki Nana                   | 8         | 287,00    | 2          | 297,20     |            |            | 1       | 338,70 |
|    | Kína               | Csang Min-csie (Zhang Minjie) | 5         | 304,40    |            |            | 1          | 384,95     | 2       | 338,30 |
|    | Japán              | Itahasi Minami                | 3         | 315,75    |            |            | 2          | 340,05     | 3       | 332,80 |
| 4  | Kína               | Liu Hszin (Liu Xin)           | 1         | 343,65    |            |            | 3          | 338,40     | 4       | 321,95 |
| 5  | Kanada             | Meaghan Benfeito              | 2         | 327,40    | 1          | 353,25     |            |            | 5       | 300,30 |
| 6  | Franciaország      | Laura Marino                  | 12        | 275,95    | 3          | 291,00     |            |            | 6       | 297,70 |
|    |                    |                               |           |           |            |            |            |            |         |        |
| 7  | USA                | Olivia Rosendahl              | 10        | 284,35    | 4          | 289,45     |            |            |         |        |
| 8  | Ausztrália         | Taneka Kovchenko              | 11        | 279,85    |            |            | 4          | 287,25     |         |        |
| 9  | Ukrajna            | Sofiia Lyskun                 | 9         | 284,60    |            |            | 5          | 281,30     |         |        |
| 10 | Ausztrália         | Brittany O’Brien              | 6         | 291,95    | 5          | 282,30     |            |            |         |        |
| 11 | Kanada             | Celina Toth                   | 4         | 312,45    | 6          | 256,75     |            |            |         |        |
| 12 | Egyesült Királyság | Gemma McArthur                | 7         | 289,00    |            |            | 6          | 188,80     |         |        |
|    |                    |                               |           |           |            |            |            |            |         |        |
| 13 | Németország        | Maria Kurjo                   | 13        | 273,05    |            |            |            |            |         |        |
| 14 | Kanada             | Olivia Chamandy               | 14        | 271,20    |            |            |            |            |         |        |
| 15 | Mexikó             | Aranza Vazquez Montaño        | 15        | 270,30    |            |            |            |            |         |        |
| 16 | Mexikó             | Gabriela Agundez Garcia       | 16        | 266,05    |            |            |            |            |         |        |
| 17 | Hollandia          | Celine van Duijn              | 17        | 254,85    |            |            |            |            |         |        |
| 18 | Ukrajna            | Valeriia Liulko               | 18        | 252,30    |            |            |            |            |         |        |
| 19 | Franciaország      | Maissam Naji                  | 19        | 247,85    |            |            |            |            |         |        |
| 20 | Kanada             | Elaena Dick                   | 20        | 244,20    |            |            |            |            |         |        |
| 21 | Egyesült Királyság | Shanice Lobb                  | 21        | 243,80    |            |            |            |            |         |        |
| 22 | Németország        | Duong Kieu Trang              | 22        | 225,80    |            |            |            |            |         |        |
| 23 | Kuba               | Tuti Garcia Navarro           | 23        | 223,30    |            |            |            |            |         |        |

#### 10 méteres szinkronugrás
| # | Ország      | Név                                          | Pontok |
| - | ----------- | -------------------------------------------- | ------ |
|   | Kína        | Liu Hszin (Liu Xin) / Csang Zsuj (Zhang Rui) | 324,36 |
|   | Japán       | Arai Macuri / Sasaki Nana                    | 307,32 |
|   | Ausztrália  | Taneka Kovchenko / Melissa Wu                | 301,56 |
| 4 | Kanada      | Caeli McKay / Meaghan Benfeito               | 280,26 |
| 5 | Németország | Maria Kurjo / Duong Kieu Trang               | 262,02 |
| 6 | Ukrajna     | Valeriia Liulko / Sofiia Lyskun              | 261,18 |
| 7 | Hollandia   | Inge Jansen / Celine van Duijn               | 260,46 |

### Vegyes csapatverseny

#### Vegyes 3 méteres szinkronugrás
| # | Ország             | Név                                          | Pontok |
| - | ------------------ | -------------------------------------------- | ------ |
|   | Kanada             | Jennifer Abel / François Imbeau-Dulac        | 296,31 |
|   | Ausztrália         | Matthew Carter / Georgia Sheehan             | 288,90 |
|   | Új-Zéland          | Liam Stone / Elizabeth Cui                   | 288,00 |
| 4 | Egyesült Királyság | Ross Haslam / Millie Fowler                  | 276,33 |
| 5 | Mexikó             | Aranza Vazquez Montaño / José Balleza Isaias | 261,75 |

#### Vegyes 10 méteres szinkronugrás
| # | Ország     | Név                                           | Pontok |
| - | ---------- | --------------------------------------------- | ------ |
|   | Japán      | Murakami Kazuki / Itahasi Minami              | 309,06 |
|   | Mexikó     | José Balleza Isaias / Gabriela Agundez Garcia | 304,20 |
|   | Ausztrália | Declan Stacey / Melissa Wu                    | 262,02 |